# Mensch Computer
El Mensch Computer es un sistema informático basado en el microcontrolador WDC 65C265 (que implementa instrucciones de 16 bits del microprocesador W65C816/65816, así como instrucciones en 8 bits del microprocesador MOS 6502) producido por Western Design Center. El nombre es en honor de Bill Mensch, diseñador del microprocesador 6502 y de sus sucesores.
Diseñado como un sistema informático para aficionados y personas que disfrutan de la programación, especialmente en programación a nivel de lenguaje ensamblador, el computador Mensch incluía un conjunto básico de periféricos ampliables a petición del comprador por parte del propietario.
Gran parte del software originalmente escrito para otros sistemas informáticos como la Atari 2600, Familia Atari de 8 bits, Commodore 64, Nintendo Entertainment System, Super Nintendo o el Apple IIGS, entre otros, se puede ejecutar en el Mensch (ya sea directamente como código binario o volviendo a ensamblar el código fuente), ya que la configuración del software de dichas máquinas es la misma que se necesita para poder ejecutar aplicaciones en el Mensch.
El equipo incluye  monitor ROM (un tipo de firmware) y numerosas rutinas de software disponibles para los programadores llamadas  subrutinas de la ROM. El computador, normalmente, se usaba bajo una suite de software llamada Mensch Works.

## Detalles Técnicos
- CPU microcontrolador WDC 65C265 con el núcleo del microprocesador W65C816
- ROM 32 KB en una EPROM
- SRAM 32 KB
- 8 temporizadores de 16 bits
- Dos W65C22 Versatile Interface Adapter compatibles con el MOS Technology 6522 VIA
- Dos ranuras PC Card v1.0
- Dos generadores de tonos
- Rueda de control de volumen
- Altavoz interno
- minijack de toma de auriculares estéreo
- LEDs de Power, Reset y Charge
- Botón de reinicio
- conectores de expansión internos
- Conector de alimentación de la batería interna recargable
- Cuatro puertos UART RJ-12 para conectar teclado, impresora, módems y conexiones con un PC
  - S0 Keyboard
  - S1 Printer
  - S2 Modem
  - S3 PC Link
- Ranura de entrada/salida de 24 pines
- Puerto de joystick compatible con el gamepad de seis botones de la Sega Mega Drive
- Carcasa : en el prototipo comercializado por WDC el equipo viene en una caja cuadrada de poca altura, que el frontal presenta dos LEDs de Power y Charge a la izquierda seguido or un tercer LED de Reset , rueda de control de volumen, minijack de toma de auriculares estéreo y dos ranuras PC Card v1.0. En la trasera, Cuatro puertos UART RJ-12 (PC, MODEM, PTR y  KYBO), un conector IDC de 24 pines para la pantalla (DISPLAY), un conector DE-9 de joystick (CONTROLLER) y un conector de barrilete de la fuente de alimentación externa (debe suministrar 12 Voltios DC a 500 mA).
- Pantalla: en el equipo premontado se entrega una pantalla de cristal líquido de 2,4 pulgadas (6,1 cm) x 4,25 pulgadas (10,8 cm) de zona de visualización montada en una caja de perfil bajo (7 pulgadas (17,8 cm) W x 5,5 pulgadas (14,0 cm) H x 1 pulgada (2,5 cm) D) unido a un soporte giratorio que puede colgar en una pared o colocarse sobre una superficie plana. Soporta modos gráficos (240x128 píxels) y de texto (40 x 16 caracteres). Este módulo contiene un LCD Densitron (LM3229A128G240SNG) y un controlador Toshiba (T6963C).
- Teclado QWERTY de 85 teclas con el aspecto y distribución de un teclado reducido de PC/AT con tecla FN marcada en azul en la esquina inferior izquierda, 12 teclas de función, 4 de cursor, etc. Está controlado por un microcontrolador W65C134 que lee la matriz de teclas y se comunica por puerto serie con la CPU del Mensch

## MENSCH Microcomputer
El MENSCH microcomputer W65C265QBX es un pequeño Single-board computer (SBC) de 1,25 pulgadas (3,2 cm) x 2,25 pulgadas (5,7 cm), utilizando el System on a chip W65C265S MCU.
El MENSCH se puede usar para aprender sobre todos los tipos de componentes electrónicos y todo tipo de lógica programable. Operando a 3,3 voltios proporciona facilidades para conectar fácilmente con diversos componentes y módulos electrónicos de última generación, como sensores y actuadores. Operando a 5,0 voltios proporciona conectividad fácil de 5,0 voltios con componentes y módulos electrónicos. Puede usarse para aprendizaje de programación en lenguaje de máquina, lenguaje ensamblador y lenguaje C, así como aprender a describir el hardware con software usando el Lenguaje de descripción de hardware Verilog para su uso en diferentes tipos de tarjetas FPGA de Altera/Intel, Lattice, Microsemi, and Xilinx y en las facultades de ingeniería ofrece una excelente base para un futuro como ingeniero.
La exploración de los fundamentos de la Ingeniería Eléctrica y Computación (ECE) con el MENSCH proporciona una base sólida para la comprensión de todos los tipos de tecnologías de la electrónica y de computación, tales como los microprocesadores x86 de Intel, que se utiliza en PCs y Macs y microprocesadores ARM, utilizados en todo tipo de tabletas y smartphones iOS y Android.